# Grande Prêmio da Hungria de 1999
Resultados do Grande Prêmio da Hungria de Fórmula 1 realizado em Hungaroring em 15 de agosto de 1999. Décima primeira etapa da temporada, teve como vencedor o finlandês Mika Häkkinen, que subiu ao pódio junto a David Coulthard numa dobradinha da McLaren-Mercedes, com Eddie Irvine em terceiro pela Ferrari.

## Classificação da prova

### Treino oficial
| Pos.                      | Nº | Piloto                | Construtor         | Tempo    | Diferença |
| ------------------------- | -- | --------------------- | ------------------ | -------- | --------- |
| 1                         | 1  | Mika Häkkinen         | McLaren-Mercedes   | 1:18.156 |           |
| 2                         | 4  | Eddie Irvine          | Ferrari            | 1:18.263 | + 0.107   |
| 3                         | 2  | David Coulthard       | McLaren-Mercedes   | 1:18.384 | + 0.228   |
| 4                         | 9  | Giancarlo Fisichella  | Benetton-Playlife  | 1:18.515 | + 0.359   |
| 5                         | 8  | Heinz-Harald Frentzen | Jordan-Mugen/Honda | 1:18.664 | + 0.508   |
| 6                         | 7  | Damon Hill            | Jordan-Mugen/Honda | 1:18.667 | + 0.511   |
| 7                         | 10 | Alexander Wurz        | Benetton-Playlife  | 1:18.733 | + 0.577   |
| 8                         | 16 | Rubens Barrichello    | Stewart-Ford       | 1:19.095 | + 0.939   |
| 9                         | 22 | Jacques Villeneuve    | BAR-Supertec       | 1:19.127 | + 0.971   |
| 10                        | 17 | Johnny Herbert        | Stewart-Ford       | 1:19.389 | + 1.233   |
| 11                        | 11 | Jean Alesi            | Sauber-Petronas    | 1:19.390 | + 1.234   |
| 12                        | 12 | Pedro Paulo Diniz     | Sauber-Petronas    | 1:19.782 | + 1.626   |
| 13                        | 19 | Jarno Trulli          | Prost-Peugeot      | 1:19.788 | + 1.632   |
| 14                        | 18 | Olivier Panis         | Prost-Peugeot      | 1:19.841 | + 1.685   |
| 15                        | 5  | Alessandro Zanardi    | Williams-Supertec  | 1:19.924 | + 1.768   |
| 16                        | 6  | Ralf Schumacher       | Williams-Supertec  | 1:19.945 | + 1.789   |
| 17                        | 23 | Ricardo Zonta         | BAR-Supertec       | 1:20.060 | + 1.904   |
| 18                        | 3  | Mika Salo             | Ferrari            | 1:20.369 | + 2.213   |
| 19                        | 20 | Luca Badoer           | Minardi-Ford       | 1:20.961 | + 2.805   |
| 20                        | 14 | Pedro de La Rosa      | Arrows             | 1:21.328 | + 3.172   |
| 21                        | 15 | Toranosuke Takagi     | Arrows             | 1:21.675 | + 3.519   |
| 22                        | 21 | Marc Gené             | Minardi-Ford       | 1:21.867 | + 3.711   |
| Limite dos 107%: 1:23.627 |    |                       |                    |          |           |
| Fonte:                    |    |                       |                    |          |           |

### Corrida
| Pos.   | Nº | Piloto                | Construtor         | Voltas | Tempo/Diferença        | Grid | Pontos |
| ------ | -- | --------------------- | ------------------ | ------ | ---------------------- | ---- | ------ |
| 1      | 1  | Mika Häkkinen         | McLaren-Mercedes   | 77     | 1:46:23.536            | 1    | 10     |
| 2      | 2  | David Coulthard       | McLaren-Mercedes   | 77     | + 9.706                | 3    | 6      |
| 3      | 4  | Eddie Irvine          | Ferrari            | 77     | + 27.228               | 2    | 4      |
| 4      | 8  | Heinz-Harald Frentzen | Jordan-Mugen/Honda | 77     | + 31.815               | 5    | 3      |
| 5      | 16 | Rubens Barrichello    | Stewart-Ford       | 77     | + 43.808               | 8    | 2      |
| 6      | 7  | Damon Hill            | Jordan-Mugen/Honda | 77     | + 55.726               | 6    | 1      |
| 7      | 10 | Alexander Wurz        | Benetton-Playlife  | 77     | + 1:01.012             | 7    |        |
| 8      | 19 | Jarno Trulli          | Prost-Peugeot      | 76     | + 1 volta              | 13   |        |
| 9      | 6  | Ralf Schumacher       | Williams-Supertec  | 76     | + 1 volta              | 16   |        |
| 10     | 18 | Olivier Panis         | Prost-Peugeot      | 76     | + 1 volta              | 14   |        |
| 11     | 17 | Johnny Herbert        | Stewart-Ford       | 76     | + 1 volta              | 10   |        |
| 12     | 3  | Mika Salo             | Ferrari            | 75     | + 2 voltas             | 18   |        |
| 13     | 23 | Ricardo Zonta         | BAR-Supertec       | 75     | + 2 voltas             | 17   |        |
| 14     | 20 | Luca Badoer           | Minardi-Ford       | 75     | + 2 voltas             | 19   |        |
| 15     | 14 | Pedro de La Rosa      | Arrows             | 75     | + 2 voltas             | 20   |        |
| 16     | 11 | Jean Alesi            | Sauber-Petronas    | 74     | Pressão do combustível | 11   |        |
| 17     | 21 | Marc Gené             | Minardi-Ford       | 74     | + 3 voltas             | 22   |        |
| Ret    | 22 | Jacques Villeneuve    | BAR-Supertec       | 60     | Embreagem              | 9    |        |
| Ret    | 9  | Giancarlo Fisichella  | Benetton-Playlife  | 52     | Motor                  | 4    |        |
| Ret    | 15 | Toranosuke Takagi     | Arrows             | 26     | Transmissão            | 21   |        |
| Ret    | 12 | Pedro Paulo Diniz     | Sauber-Petronas    | 19     | Spun Off               | 12   |        |
| Ret    | 5  | Alessandro Zanardi    | Williams-Supertec  | 10     | Diferencial            | 15   |        |
| Fonte: |    |                       |                    |        |                        |      |        |

## Tabela do campeonato após a corrida
| Pos. | Piloto                | Pontos |
| ---- | --------------------- | ------ |
| 1    | Eddie Irvine          | 56     |
| 2    | Mika Häkkinen         | 54     |
| 3    | David Coulthard       | 36     |
| 4    | Heinz-Harald Frentzen | 36     |
| 5    | Michael Schumacher    | 32     |

| Pos. | Construtor         | Pontos |
| ---- | ------------------ | ------ |
| 1    | Ferrari            | 94     |
| 2    | McLaren-Mercedes   | 90     |
| 3    | Jordan-Mugen/Honda | 42     |
| 4    | Williams-Supertec  | 22     |
| 5    | Benetton-Playlife  | 16     |

- Nota: Somente as primeiras cinco posições estão listadas.